# 메르주가

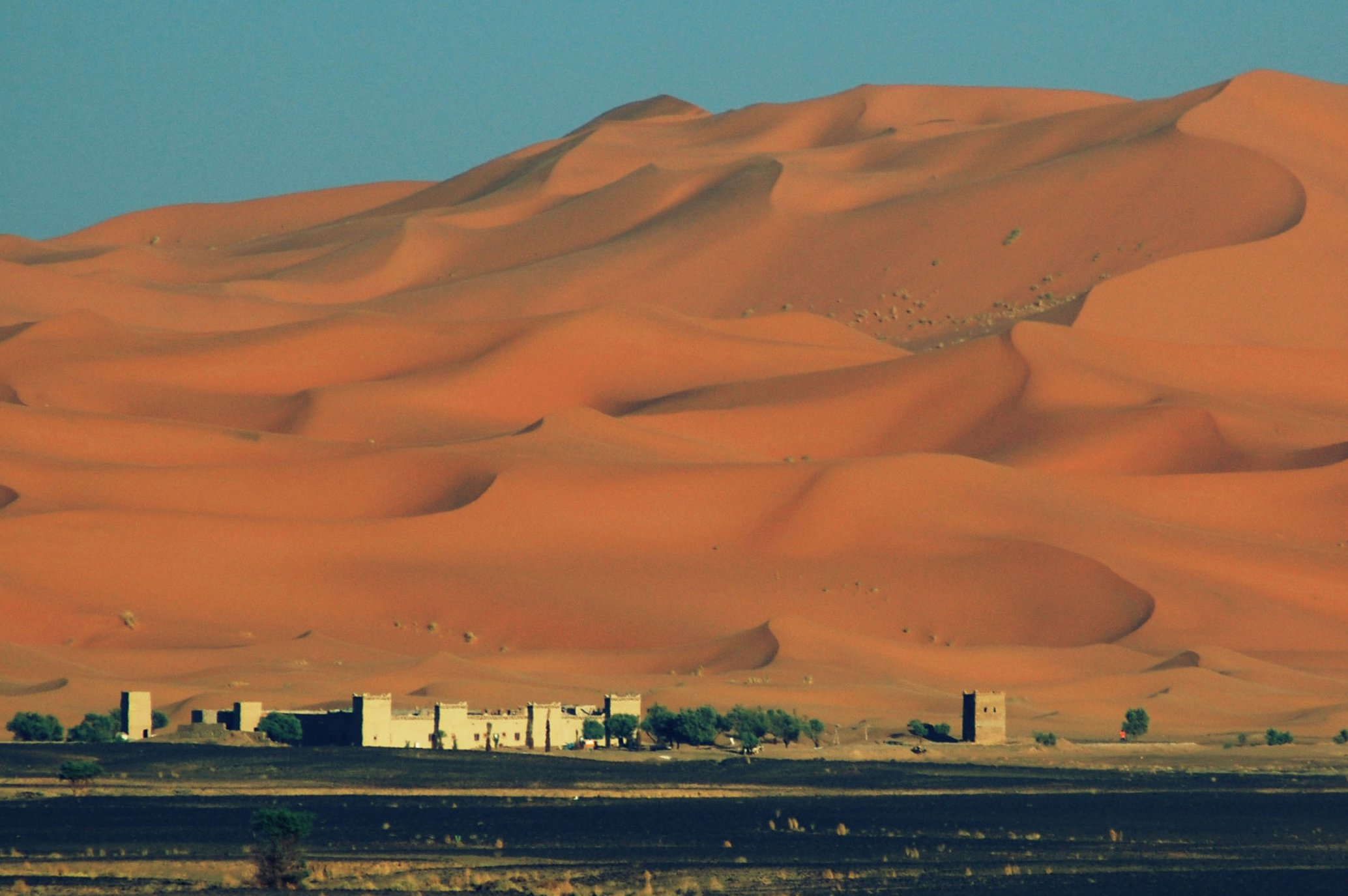

메르주가(Merzouga)는 모로코 남동부에 위치한 작은 마을이다.